# Greenfield (Tennessee)
Greenfield é uma cidade localizada no estado norte-americano de Tennessee, no Condado de Weakley.

## Demografia
Segundo o censo norte-americano de 2000, a sua população era de 2208 habitantes.
Em 2006, foi estimada uma população de 2049, um decréscimo de 159 (-7.2%).

## Geografia
De acordo com o United States Census Bureau tem uma área de
9,4 km², dos quais 9,4 km² cobertos por terra e 0,0 km² cobertos por água. Greenfield localiza-se a aproximadamente 124 m acima do nível do mar.

## Localidades na vizinhança
O diagrama seguinte representa as localidades num raio de 20 km ao redor de Greenfield.